# Herpis albida
Herpis albida är en insektsart som först beskrevs av Metcalf 1938.  Herpis albida ingår i släktet Herpis och familjen Derbidae. Inga underarter finns listade i Catalogue of Life.